# Ixodes drakensbergensis
Ixodes drakensbergensis este o specie de căpușe din genul Ixodes, familia Ixodidae, descrisă de Clifford, Theiler și Baker în anul 1975. Conform Catalogue of Life specia Ixodes drakensbergensis nu are subspecii cunoscute.